# Feldspato alcalino
Feldspatos alcalinos é a designação dada em geoquímica e mineralogia a um grupo diversificados de feldspatos em cuja composição química predominam os silicatos de sódio e de potássio, tradicionalmente referidos como elementos alcalinos. Entre os minerais incluídos neste grupo destacam-se pela sua abundância a albite, a anortoclase, a microclina, a ortoclase e sanidina. A albite é considerada como um dos feldspatos alcalinos, de acordo com a sua composição química, e é também o membro terminal alcalino da série das plagioclases.

## Descrição
Os feldspatos de potássio e de sódio não são perfeitamente miscíveis nos materiais em fusão a baixas temperaturas, pelo que composições intermédias de feldspatos alcalinos  ocorrem apenas em ambientes de cristalização a altas temperaturas.